# Montserrat Tomé
Monteserrat Tomé Vázquez (Oviedo, 11 mei 1982) is een voormalig Spaans voetbalster en de huidige bondscoach van het Spaans nationale vrouwenelftal.
Sinds 5 september 2023 is ze de trainster van het Spaanse nationale vrouwenelftal, na het tumultueuze vertrek van voormalig trainer Jorge Vilda en de omstreden bondsvoorzitter Luis Rubiales. Van 2018 tot het vertrek van Vilda was ze al assistent-bondscoach. Ze is de eerste vrouwelijke bondscoach van het Spaanse nationale vrouwenelftal.

## Loopbaan als speelster
Tomé kwam in haar carrière als speelster uit voor Oviedo Moderno, Levante UD en FC Barcelona. Ze won tweemaal de Primera División Femenina: in het seizoen 2007/08 met Levante, en in het seizoen 2011/12 met FC Barcelona.

### Spaans nationaal vrouwenelftal
Tomé kwam in haar carrière vijf keer uit voor het Spaanse nationale vrouwenelftal.